# Urotrygon munda
Urotrygon munda är en rockeart som beskrevs av Gill 1863. Urotrygon munda ingår i släktet Urotrygon och familjen Urotrygonidae. IUCN kategoriserar arten globalt som otillräckligt studerad. Inga underarter finns listade i Catalogue of Life.